# Douglas Hurley
Douglas Gerald Hurley (født 21. oktober 1966 i Endicott, New York) er en tidligere NASA-astronaut.
Douglas Hurley blev udvalgt til at være pilot på rumfærge-flyvningen STS-127 til Den Internationale Rumstation, som blev affyret d. 15. juli 2009. Han fløj også som pilot på STS-135 i juli 2011, som var den sidste flyvning under Rumfærge-programmet. 